# Olympic Oval
El Olympic Oval en Calgary, Alberta, Canadá, es un óvalo cubierto de patinaje de velocidad; Fue construido para los Juegos Olímpicos de Invierno de 1988 y abrió hace 32 años en 1987.
Ubicado en el campus de la Universidad de Calgary, es el centro de entrenamiento oficial designado para Speed Skate Canada y el equipo de Canadian National Speed Skating. 
En 2012, conmemoró su vigésimo quinto año de servicio público con una serie de actividades y celebraciones emocionantes. 

## Historia
El óvalo olímpico fue diseñado como el primer óvalo cubierto de patinaje de velocidad en América del Norte, y fue el primero en los Juegos Olímpicos de Invierno. Las instalaciones interiores ofrecían la capacidad de controlar las condiciones climáticas para producir hielo de la más alta calidad. 
La construcción de The Oval comenzó en 1985, casi cuatro años después de que Calgary hubiera sido designado anfitrión de los XV Juegos Olímpicos de Invierno. Al igual que el Olympic Saddledome , la mayor parte de la estructura del óvalo se construyó con hormigón prefabricado y pretensado. Se colocaron veintiocho vigas a lo largo del perímetro exterior del edificio para soportar 84 vigas adicionales utilizadas para construir un marco de celosía para el techo arqueado. El andamio interior utilizado para levantar estas 84 vigas tuvo que ser bajado un centímetro a la vez en una secuencia predeterminada para distribuir la carga del techo por igual a cada una de las 28 vigas de soporte exterior. La construcción se completó a fines del verano de 1987, inaugurándose oficialmente en septiembre de 1987, cinco meses antes de los Juegos Olímpicos. 

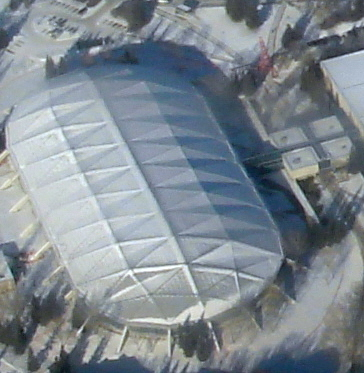
Olympic Oval en 2007

Fue durante los eventos de patinaje de velocidad de los Juegos Olímpicos de Invierno en 1988 que The Oval se hizo conocido como "el hielo más rápido de la Tierra", ya que los récords mundiales se establecieron en siete eventos ( 500 m , 1500 m, 10,000 m, y 500 m femenino, 1000 m , 3000 m , 5000 m), y los registros olímpicos se establecieron en los otros tres eventos (1500 m, 5000 m, y 1500 m femenino). 
La combinación de la instalación de clima controlado y los efectos de la gran altitud se han acreditado para la superficie de hielo rápido. Se batieron siete récords mundiales y tres olímpicos durante los Juegos, lo que resultó en que las instalaciones obtuvieron elogios como "el hielo más rápido de la Tierra". : A15–A16  A lo largo de los siguientes 14 años, la gran mayoría de los récords mundiales de patinaje de velocidad se establecieron en The Oval. Para 2013, en las celebraciones por el 25 aniversario de los Juegos de Invierno de 1988, el ex CEO de los Juegos de Invierno dijo que el óvalo olímpico había producido más de "150 récords mundiales de patinaje".

## Centro de formación

Un panorama tomado desde la esquina noreste de la instalación.

Junto con el óvalo de patinaje de velocidad en pista larga de 400 m, el óvalo olímpico también incluye dos pistas de hielo de tamaño internacional para patinaje de velocidad en pista corta y hockey sobre hielo, una pista de 450 m que rodea al óvalo principal y una pista de 110 m de ocho carriles. Sprint track para entrenamiento de atletismo durante todo el año. Para 2013, cientos de atletas canadienses entrenaban en el óvalo durante todo el año. Saskatoon -nativo Catriona Le May Doan, quien ganó la medalla de oro en patinaje de velocidad en los Juegos Olímpicos de Invierno de 1998 y en los Juegos Olímpicos de Invierno de 2002 comenzó a entrenar en el Oval poco después de su construcción.
El óvalo sigue siendo considerado como un lugar de patinaje de velocidad de primer nivel y una instalación de entrenamiento preferida para los equipos de patinaje de velocidad de todo el mundo. 

## Otras actividades
Cuando no se organizan juegos de hockey y competiciones de patinaje de velocidad, The Oval está abierto al patinaje público, a los eventos del día familiar y a la Feria de Ciencias de Calgary. 